# Crinia sloanei
Crinia sloanei är en groddjursart som beskrevs av Murray Littlejohn 1958. Crinia sloanei ingår i släktet Crinia och familjen Myobatrachidae. IUCN kategoriserar arten globalt som otillräckligt studerad. Inga underarter finns listade i Catalogue of Life.